# Château Leroy
Pour les articles homonymes, voir Leroy.
Le château Leroy est un château de la fin du XIXe siècle situé à Quincy-sous-Sénart, dans le département de l'Essonne, en France. Il a été à l'origine propriété et résidence familiale, accueillant parallèlement les locaux d’une école destinée à scolariser des élèves féminines issues de la noblesse russe, exilées en France. Loué par l'Etat après la Seconde Guerre mondiale et son occupation par des éléments de la Wehrmacht puis de la Luftwaffe, ses murs constituèrent brièvement les locaux de l'Ecole nationale d'éducation physique féminine. Le château est ensuite racheté par les pouvoirs publics et devient, à partir de 1951, le cantonnement de la CRS no 3, abritant également la résidence des commandants successifs de l'unité et de leurs familles jusqu'en 2008.

## Situation et accès
Situé dans le centre-ville de Quincy-sous-Sénart, commune implantée au nord-est du département de l’Essonne, l'accès au château Leroy se fait au no 1 de la rue Léo Lagrange. Une autre entrée, par le portail d'honneur, structure en fer forgé donnant sur la rue de Combs-la-Ville, déjà peu utilisée autrefois, est désormais condamnée. L'ancien accès qui donnait sur les berges de l'Yerres a aujourd'hui disparu à la suite du lotissement d'une grande partie du domaine entourant le bâtiment.

## Histoire
Le château a été construit en 1889 par Charles Isidore Leroy (né le 1er mars 1846 à Champcueil), sur différentes parcelles acquises à Quincy-sous-Sénart, notamment autour du lieu-dit la Fontaine Segrain au bord de l'Yerres et de terrains provenant de l'héritage de la famille maternelle (Lehodey) de son épouse Aline Émilie, née Brion, dont la famille possédait une ferme à l'emplacement des écuries actuelles. Les plans du bâtiment ont été dessinés par l'architecte L. Oudiou.
Charles Leroy était le propriétaire des usines de papiers peints Isidore Leroy, dont il fit graver les initiales IL sur différentes boiseries du bâtiment ,,.  Louis Isidore Leroy, le fondateur en 1842 et inventeur des premiers papiers peints imprimés mécaniquement, reçut une médaille d'or à l'Exposition universelle de 1867.
L’édifice est par la suite acquis le 11 janvier 1929 par Hubert Conquéré de Monbrison, dans le but d'y installer l’École des jeunes filles russes fondée en 1925 à Brunoy par la princesse Irina Pavlovna Paley, épouse du prince Fiodor Alexandrovitch de Russie.
Après la Seconde Guerre mondiale, le ministère de l’Éducation nationale loue les locaux à partir du 17 janvier 1946 afin d'y installer l’École nationale d’éducation physique féminine. Un terrain de basket-ball est alors aménagé. Néanmoins, les structures n'étant pas aux normes, l'école sportive doit quitter les lieux. Le 25 octobre 1951, le ministère de l’Intérieur acquiert la propriété d'Hubert de Monbrison ; une section de la compagnie république de sécurité no 3 s’y installe le 12 novembre 1951 avant que la totalité de la compagnie ne la rejoigne le 1er mai 1952.

## Structure
Le gros œuvre est en briques et pierres de taille, la toiture d’ardoise. Deux tourelles sont construites aux angles côté cour et l’accès s’y effectue par deux perrons d’honneur.